# Новое Сельцо (Московская область)
Новое Сельцо — деревня в Дмитровском районе Московской области, в составе сельского поселения Якотское. Население — 11 чел. (2010). До 2006 года Новое Сельцо входило в состав Слободищевского сельского округа.

## Расположение
Деревня расположена в северо-восточной части района, на границе с Сергиево-Посадским, примерно в 20 км к северо-востоку от Дмитрова, на левом берегу запруженной реки Вели (левый приток Яхромы), высота центра над уровнем моря 197 м. Ближайшие населённые пункты — Ильино на северо-западе, Сихнево на юго-востоке и Шабаново на юго-западе.

## Население
| 2002 | 2006 | 2010 |
| ---- | ---- | ---- |
| 14   | ↘12  | ↘11  |